# Валиханово (Жаркаинский район)
Валиханово (каз. Уәлиханов) — село в Жаркаинском районе Акмолинской области Казахстана. Административный центр Валихановского сельского округа. Код КАТО — 115473100.

## География
Село расположено в 22 км на юго-восток от центра района города Державинск. Близ села проходит автодорога А-16.

### Улицы[2]
- переулок Школьный,
- пр. Мира,
- ул. Абая,
- ул. Комсомольская,
- ул. Мира,
- ул. Молодежная,
- ул. Набережная,
- ул. Новоселов,
- ул. Стоительная,
- ул. Целинная,
- ул. Чокана Валиханова,
- ул. Школьная.

### Ближайшие населённые пункты
- село Львовское в 11 км на северо-востоке,
- село Зерноградское в 18 км на юго-западе,
- село Пригородное в 18 км на северо-востоке.
- село Тасты-Талды в 22 км на юге.

## Население
В 1989 году население села составляло 911 человек (из них казахов 30%, русских 30%).
В 1999 году население села составляло 757 человек (393 мужчины и 364 женщины). По данным переписи 2009 года, в селе проживало 659 человек (323 мужчины и 336 женщин).
| Численность населения | Численность населения | Численность населения |
| 1989                  | 1999                  | 2009                  |
| --------------------- | --------------------- | --------------------- |
| 911                   | ↘757                  | ↘659                  |